# 13006 Schwaar
13006 Schwaar è un asteroide della fascia principale. Scoperto nel 1983, presenta un'orbita caratterizzata da un semiasse maggiore pari a 2,2746610 UA e da un'eccentricità di 0,2013213, inclinata di 28,49927° rispetto all'eclittica.